# Angolasnårskvätta
Angolasnårskvätta (Xenocopsychus ansorgei) är en fågel i familjen flugsnappare inom ordningen tättingar.

## Utbredning och systematik
Fågeln förekommer i klippiga grottor och raviner i västra Angola. Den placeras som enda art i släktet Xenocopsychus. 

## Status
Arten har ett begränsat område, men beståndet anses vara stabilt. Internationella naturvårdsunionen IUCN kategoriserar arten som nära hotad.

## Namn
Fågelns vetenskapliga artnamn hedrar William John Ansorge (1850-1913), brittisk läkare i Mauritius, Uganda och Nigeria samt zoolog, upptäcktsresande och samlare av specimen verksam i tropiska Afrika.